# یان فن دایکه
یان فن دایکه (انگلیسی: Jan Van Dyke; ۱۵ آوریل ۱۹۴۱ – ۳ ژوئیهٔ ۲۰۱۵) رقصنده، طراح رقص، مربی رقص و محقق آمریکایی و از پیشگامان رقص مدرن و معاصر بود.

## تحصیلات
فن دایکه از دانشگاه ویسکانسین-مدیسن با مدرک کارشناسی در رشته رقص فارغ‌التحصیل شد. او اولین کسی بود که در کالج هنر و علوم کلمبیا در برنامه کارشناسی ارشد هنر دانشگاه جرج واشینگتن در برنامه رقص پذیرفته شد. او در سال ۱۹۶۶ مدرک کارشناسی ارشد خود را از دانشگاه جورج واشینگتن دریافت‌کرد. در سال ۱۹۸۹ به عنوان دانشجوی دکترا در دانشگاه کارولینای شمالی در گرینزبورو ثبت نام کرد و مدرکی در زمینه برنامه درسی و پایه‌های آموزشی گرفت.

## حرفه
در سال ۱۹۶۷ فن دایکه استودیوی رقص جورج تاون را با جان گمبل تأسیس‌کرد. در سال ۱۹۷۰ او به شهر نیویورک نقل مکان کرد و رقص مدرن را نزد مرس کانینگهام و در مدرسه مارتا گراهام و مدرسه آلوین نیکولایز مطالعه‌کرد.
او در سال ۱۹۷۲ به واشینگتن دی سی بازگشت و استودیوی خود را با نام «پروژه رقص» تأسیس کرد که به رهبر آموزش و اجرای رقص مدرن در دی سی تبدیل‌شد. پروژه رقص برای آموزش رقص مدرن با ارائه آموزش‌های فنی و فرصت‌های اجرا طراحی شد. او یک شرکت رقص مدرن به نام Jan Van Dyke and Dancers را تأسیس کرد که تورهای گسترده‌ای در سراسر ایالات متحده و اروپا داشت. ون دایک با شرکتش و همچنین به عنوان یک هنرمند انفرادی به اجرا می‌پرداخت.
در سال ۱۹۸۰، او توسط انجمن رقص متروپولیتن در اولین جوایز سالانه رقص برای کارش در منطقه دی. سی مورد تقدیر قرارگرفت. دو سال بعد او گروه رقص خود را به سانفرانسیسکو منتقل کرد و یکی از اعضای هیئت علمی استودیو Footwork شد. در سال ۱۹۸۵ او شرکت خود را منحل کرد و به لندن رفت تا در مرکز رقص لابان تدریس کند. او بعداً پروژه رقص را به مکان رقص تغییر نام داد و سازمان را به کارلا پرلو سپرد و سازمان پروژه رقص را دوباره در گرینزبورو، کارولینای شمالی در سال ۱۹۸۹ راه اندازی کرد، زمانی که کار بر روی مدرک دکتری خود را در دانشگاه کارولینای شمالی در گرینزبورو آغاز کرده‌بود.
کتاب او «رقص مدرن در دنیای پست مدرن» در سال ۱۹۹۲ منتشر شد. ون دایک به مدت بیست و سه سال در دانشگاه رقص تدریس کرد و از سال ۲۰۰۶ تا ۲۰۱۱ به عنوان رئیس دپارتمان رقص خدمت کرد و قبل از اینکه استاد بازنشسته شود جانشین لری لاوندر شد.

## جوایز
وی همچنین برندهٔ جوایزی همچون برنامه فولبرایت شده‌است.